# Rhachidosoraceae
Rhachidosoraceae é uma família monotípica de pteridófitas da subordem Aspleniineae da ordem Polypodiales,cujo único género é Rhachidosorus, agrupando 7-8 espécies.

## Descrição
Rhachidosorus é, de acordo com a classificação de 2016 do Pteridophyte Phylogeny Group (a PPG I), o único género da família monotípica Rhachidosoraceae, podendo, em alternativa, ser colocado na subfamília Rhachidosoroideae de uma família Aspleniaceae definida de forma muito lata.  Esta última opção de integração como subfamília é seguida pela base de dados taxonómicos Plants of the World Online.

## Taxonomia e filogenia
O género foi descrito por Ren Chang Ching em 1964, com cerca de 7 espécies no leste e sudeste da Ásia, incluindo o Japão, as Filipinas e Sumatra. A base de dados Plants of the World Online aceita (2019) as seguintes espécies:
- Rhachidosorus blotianus Ching – China, Vietname
- Rhachidosorus chrysocarpus (Alderw.) Ching
- Rhachidosorus consimilis Ching – China (Guizhou, Sichuan, Yunnan)
- Rhachidosorus mesosorus (Makino) Ching – China, Japão, Coreia do Sul
- Rhachidosorus pulcher (Tagawa) Ching – Taiwan, Yunnan
- Rhachidosorus siamensis S.Linds.
- Rhachidosorus stramineus (Copel.) Ching
- Rhachidosorus truncatus Ching – China (Guangxi, Guizhou, Yunnan)

O cladograma seguinte para os eupolipódios II, baseado em Lehtonen, 2011, e Rothfels et al., 2012, mostra uma provável relação filogénica entre as Rhachidosoraceae e as outras famílias do clado dos eupolipódios II:
|  | Diplaziopsidaceae                                               |
|  |                                                                 |
|  | \| \| Aspleniaceae \| \| \| \| \| \| Hemidictyaceae \| \| \| \| |
|  |                                                                 |
|  | Aspleniaceae                                                    |
|  |                                                                 |
|  | Hemidictyaceae                                                  |
|  |                                                                 |

|  | Aspleniaceae   |
|  |                |
|  | Hemidictyaceae |
|  |                |

|  | Diplaziopsidaceae                                               |
|  |                                                                 |
|  | \| \| Aspleniaceae \| \| \| \| \| \| Hemidictyaceae \| \| \| \| |
|  |                                                                 |
|  | Aspleniaceae                                                    |
|  |                                                                 |
|  | Hemidictyaceae                                                  |
|  |                                                                 |

|  | Aspleniaceae   |
|  |                |
|  | Hemidictyaceae |
|  |                |

|  | \| \| Onocleaceae \| \| \| \| \| \| Blechnaceae \| \| \| \| |
|  |                                                             |
|  | Athyriaceae                                                 |
|  |                                                             |
|  | Onocleaceae                                                 |
|  |                                                             |
|  | Blechnaceae                                                 |
|  |                                                             |

|  | Onocleaceae |
|  |             |
|  | Blechnaceae |
|  |             |

|  | \| \| Onocleaceae \| \| \| \| \| \| Blechnaceae \| \| \| \| |
|  |                                                             |
|  | Athyriaceae                                                 |
|  |                                                             |
|  | Onocleaceae                                                 |
|  |                                                             |
|  | Blechnaceae                                                 |
|  |                                                             |

|  | Onocleaceae |
|  |             |
|  | Blechnaceae |
|  |             |

|  | \| \| Onocleaceae \| \| \| \| \| \| Blechnaceae \| \| \| \| |
|  |                                                             |
|  | Athyriaceae                                                 |
|  |                                                             |
|  | Onocleaceae                                                 |
|  |                                                             |
|  | Blechnaceae                                                 |
|  |                                                             |

|  | Onocleaceae |
|  |             |
|  | Blechnaceae |
|  |             |

|  | \| \| Onocleaceae \| \| \| \| \| \| Blechnaceae \| \| \| \| |
|  |                                                             |
|  | Athyriaceae                                                 |
|  |                                                             |
|  | Onocleaceae                                                 |
|  |                                                             |
|  | Blechnaceae                                                 |
|  |                                                             |

|  | Onocleaceae |
|  |             |
|  | Blechnaceae |
|  |             |

|  | Diplaziopsidaceae                                               |
|  |                                                                 |
|  | \| \| Aspleniaceae \| \| \| \| \| \| Hemidictyaceae \| \| \| \| |
|  |                                                                 |
|  | Aspleniaceae                                                    |
|  |                                                                 |
|  | Hemidictyaceae                                                  |
|  |                                                                 |

|  | Aspleniaceae   |
|  |                |
|  | Hemidictyaceae |
|  |                |

|  | Diplaziopsidaceae                                               |
|  |                                                                 |
|  | \| \| Aspleniaceae \| \| \| \| \| \| Hemidictyaceae \| \| \| \| |
|  |                                                                 |
|  | Aspleniaceae                                                    |
|  |                                                                 |
|  | Hemidictyaceae                                                  |
|  |                                                                 |

|  | Aspleniaceae   |
|  |                |
|  | Hemidictyaceae |
|  |                |

|  | \| \| Onocleaceae \| \| \| \| \| \| Blechnaceae \| \| \| \| |
|  |                                                             |
|  | Athyriaceae                                                 |
|  |                                                             |
|  | Onocleaceae                                                 |
|  |                                                             |
|  | Blechnaceae                                                 |
|  |                                                             |

|  | Onocleaceae |
|  |             |
|  | Blechnaceae |
|  |             |

|  | \| \| Onocleaceae \| \| \| \| \| \| Blechnaceae \| \| \| \| |
|  |                                                             |
|  | Athyriaceae                                                 |
|  |                                                             |
|  | Onocleaceae                                                 |
|  |                                                             |
|  | Blechnaceae                                                 |
|  |                                                             |

|  | Onocleaceae |
|  |             |
|  | Blechnaceae |
|  |             |

|  | \| \| Onocleaceae \| \| \| \| \| \| Blechnaceae \| \| \| \| |
|  |                                                             |
|  | Athyriaceae                                                 |
|  |                                                             |
|  | Onocleaceae                                                 |
|  |                                                             |
|  | Blechnaceae                                                 |
|  |                                                             |

|  | Onocleaceae |
|  |             |
|  | Blechnaceae |
|  |             |

|  | \| \| Onocleaceae \| \| \| \| \| \| Blechnaceae \| \| \| \| |
|  |                                                             |
|  | Athyriaceae                                                 |
|  |                                                             |
|  | Onocleaceae                                                 |
|  |                                                             |
|  | Blechnaceae                                                 |
|  |                                                             |

|  | Onocleaceae |
|  |             |
|  | Blechnaceae |
|  |             |

|  | Diplaziopsidaceae                                               |
|  |                                                                 |
|  | \| \| Aspleniaceae \| \| \| \| \| \| Hemidictyaceae \| \| \| \| |
|  |                                                                 |
|  | Aspleniaceae                                                    |
|  |                                                                 |
|  | Hemidictyaceae                                                  |
|  |                                                                 |

|  | Aspleniaceae   |
|  |                |
|  | Hemidictyaceae |
|  |                |

|  | Diplaziopsidaceae                                               |
|  |                                                                 |
|  | \| \| Aspleniaceae \| \| \| \| \| \| Hemidictyaceae \| \| \| \| |
|  |                                                                 |
|  | Aspleniaceae                                                    |
|  |                                                                 |
|  | Hemidictyaceae                                                  |
|  |                                                                 |

|  | Aspleniaceae   |
|  |                |
|  | Hemidictyaceae |
|  |                |

|  | \| \| Onocleaceae \| \| \| \| \| \| Blechnaceae \| \| \| \| |
|  |                                                             |
|  | Athyriaceae                                                 |
|  |                                                             |
|  | Onocleaceae                                                 |
|  |                                                             |
|  | Blechnaceae                                                 |
|  |                                                             |

|  | Onocleaceae |
|  |             |
|  | Blechnaceae |
|  |             |

|  | \| \| Onocleaceae \| \| \| \| \| \| Blechnaceae \| \| \| \| |
|  |                                                             |
|  | Athyriaceae                                                 |
|  |                                                             |
|  | Onocleaceae                                                 |
|  |                                                             |
|  | Blechnaceae                                                 |
|  |                                                             |

|  | Onocleaceae |
|  |             |
|  | Blechnaceae |
|  |             |

|  | \| \| Onocleaceae \| \| \| \| \| \| Blechnaceae \| \| \| \| |
|  |                                                             |
|  | Athyriaceae                                                 |
|  |                                                             |
|  | Onocleaceae                                                 |
|  |                                                             |
|  | Blechnaceae                                                 |
|  |                                                             |

|  | Onocleaceae |
|  |             |
|  | Blechnaceae |
|  |             |

|  | \| \| Onocleaceae \| \| \| \| \| \| Blechnaceae \| \| \| \| |
|  |                                                             |
|  | Athyriaceae                                                 |
|  |                                                             |
|  | Onocleaceae                                                 |
|  |                                                             |
|  | Blechnaceae                                                 |
|  |                                                             |

|  | Onocleaceae |
|  |             |
|  | Blechnaceae |
|  |             |

|  | Diplaziopsidaceae                                               |
|  |                                                                 |
|  | \| \| Aspleniaceae \| \| \| \| \| \| Hemidictyaceae \| \| \| \| |
|  |                                                                 |
|  | Aspleniaceae                                                    |
|  |                                                                 |
|  | Hemidictyaceae                                                  |
|  |                                                                 |

|  | Aspleniaceae   |
|  |                |
|  | Hemidictyaceae |
|  |                |

|  | Diplaziopsidaceae                                               |
|  |                                                                 |
|  | \| \| Aspleniaceae \| \| \| \| \| \| Hemidictyaceae \| \| \| \| |
|  |                                                                 |
|  | Aspleniaceae                                                    |
|  |                                                                 |
|  | Hemidictyaceae                                                  |
|  |                                                                 |

|  | Aspleniaceae   |
|  |                |
|  | Hemidictyaceae |
|  |                |

|  | \| \| Onocleaceae \| \| \| \| \| \| Blechnaceae \| \| \| \| |
|  |                                                             |
|  | Athyriaceae                                                 |
|  |                                                             |
|  | Onocleaceae                                                 |
|  |                                                             |
|  | Blechnaceae                                                 |
|  |                                                             |

|  | Onocleaceae |
|  |             |
|  | Blechnaceae |
|  |             |

|  | \| \| Onocleaceae \| \| \| \| \| \| Blechnaceae \| \| \| \| |
|  |                                                             |
|  | Athyriaceae                                                 |
|  |                                                             |
|  | Onocleaceae                                                 |
|  |                                                             |
|  | Blechnaceae                                                 |
|  |                                                             |

|  | Onocleaceae |
|  |             |
|  | Blechnaceae |
|  |             |

|  | \| \| Onocleaceae \| \| \| \| \| \| Blechnaceae \| \| \| \| |
|  |                                                             |
|  | Athyriaceae                                                 |
|  |                                                             |
|  | Onocleaceae                                                 |
|  |                                                             |
|  | Blechnaceae                                                 |
|  |                                                             |

|  | Onocleaceae |
|  |             |
|  | Blechnaceae |
|  |             |

|  | \| \| Onocleaceae \| \| \| \| \| \| Blechnaceae \| \| \| \| |
|  |                                                             |
|  | Athyriaceae                                                 |
|  |                                                             |
|  | Onocleaceae                                                 |
|  |                                                             |
|  | Blechnaceae                                                 |
|  |                                                             |

|  | Onocleaceae |
|  |             |
|  | Blechnaceae |
|  |             |